# Double Fantasy
Double Fantasy is een muziekalbum van John Lennon en Yoko Ono, uitgebracht in 1980. Critici ontvingen het album aanvankelijk maar matig, maar het werd een wereldwijd succes toen Lennon drie weken na uitgave van het album werd vermoord. Het album werd daardoor onlosmakelijk verbonden aan zijn dood.

## Achtergrond
Na de geboorte van zijn zoon Sean in 1975, had Lennon zijn carrière tijdelijk op een laag pitje gezet om meer tijd met zijn gezin door te kunnen brengen. Na vijf jaar afwezigheid in de muziekwereld, met uitzondering van het opnemen van een demo in zijn appartement in New York, besloot Lennon een comeback te maken.
In de zomer van 1980 begon Lennon met het componeren van nieuwe nummers tijdens een zeiltochtje van Newport, Rhode Island, naar Bermuda. Veel van de nummers waren bewerkingen van eerdere demo’s. Volgens eigen zeggen verwerkte hij de vreugde en liefde van zijn gezin in de teksten.
Yoko Ono schreef ook veel nummers onder aanmoediging van Lennon. Volgens Lennon toonde Ono’s eerdere werk sterke overeenkomsten met populaire muziek als the B-52's "Rock Lobster". De twee besloten hun nieuwe nummers gezamenlijk uit te brengen op een album. Daarmee was dit hun eerste officiële samenwerking sinds 1972.

## Opnames
Yoko Ono benaderde producer Jack Douglas, met wie zij en Lennon al vaker hadden samengewerkt, en gaf hem Lennons demo’s. Hij ging akkoord om de twee te helpen met het produceren van hun album. Samen namen de drie tientallen nummers op, genoeg om het album Double Fantasy en een groot deel van het geplande tweede album, Milk and Honey, te vullen.
Douglas haalde Rick Nielsen en Bun E. Carlos van de band Cheap Trick erbij om Lennons I'm Losing You en Ono's I'm Moving On op te nemen, maar zij werden voor de definitieve opname vervangen door studiomuzikanten. De Cheap Trick-versie van I'm Losing You is wel verwerkt op de John Lennon Anthology-collection uit 1998.

## Ontvangst
Net als de vorige albums van Lennon en Ono werd Double Fantasy aanvankelijk niet goed ontvangen door critici. Een recensent omschreef het als "a self-obsessed disaster”.
Drie weken na uitkomst van het album werd Lennon echter vermoord door een doorgedraaide fan. Meteen hierna werden veel van de negatieve recensies van Double Fantasy uit de publicatie gehaald.
In het Verenigd Koninkrijk haalde het album de 14e plaats in de hitlijsten, maar viel toen terug naar de 46e plaats. In de Verenigde Staten kroop het album langzaam naar de 11e plaats. Na Lennons dood steeg het album echter naar de 1e plaats in de Amerikaanse hitlijsten en bleef daar gedurende 8 weken.
In 1982 wonnen Lennon en Ono de Grammy Award voor album van het jaar. In 1989 haalde het album de 29e plaats in Rolling Stone’s top 100 van beste albums uit de jaren 80.

## Nasleep
In 2003 werd een exemplaar van het album dat Lennon enkele uren voor zijn dood had gesigneerd verkocht voor $525.000.
In 2010 werd een nieuwe dubbel-cd, getiteld Double Fantasy Stripped Down, uitgebracht.

## Tracklist

### Origineel
| Nr. | Titel                               | Schrijver(s) | Duur |
| --- | ----------------------------------- | ------------ | ---- |
| 1.  | (Just Like) Starting Over           | John Lennon  | 3:56 |
| 2.  | Kiss Kiss Kiss                      | Yoko Ono     | 2:41 |
| 3.  | Cleanup Time                        | John Lennon  | 2:58 |
| 4.  | Give Me Something                   | Yoko Ono     | 1:35 |
| 5.  | I'm Losing You                      | John Lennon  | 3:57 |
| 6.  | I'm Moving On                       | Yoko Ono     | 2:20 |
| 7.  | Beautiful Boy (Darling Boy)         | John Lennon  | 4:02 |
| 8.  | Watching the Wheels                 | John Lennon  | 3:35 |
| 9.  | Yes, I'm Your Angel                 | Yoko Ono     | 3:08 |
| 10. | Woman                               | John Lennon  | 3:22 |
| 11. | Beautiful Boys                      | Yoko Ono     | 2:55 |
| 12. | Dear Yoko                           | John Lennon  | 2:34 |
| 13. | Every Man Has a Woman Who Loves Him | Yoko Ono     | 4:02 |
| 14. | Hard Times Are Over                 | Yoko Ono     | 3:20 |

### Bonustracks 2000
| Nr. | Titel                  | Schrijver(s) | Duur |
| --- | ---------------------- | ------------ | ---- |
| 15. | Help Me To Help Myself | John Lennon  | 2:37 |
| 16. | Walking on Thin Ice    | Yoko Ono     | 6:00 |
| 17. | Central Park Stroll    | Dialogue     | 0:17 |

### Stripped Down mix uit 2010
| Nr. | Titel                               | Duur |
| --- | ----------------------------------- | ---- |
| 1.  | (Just Like) Starting Over           | 4:24 |
| 2.  | Kiss Kiss Kiss                      | 2:45 |
| 3.  | Cleanup Time                        | 3:56 |
| 4.  | Give Me Something                   | 1:31 |
| 5.  | I'm Losing You                      | 4:26 |
| 6.  | I'm Moving On                       | 2:28 |
| 7.  | Beautiful Boy (Darling Boy)         | 3:50 |
| 8.  | Watching the Wheels                 | 3:32 |
| 9.  | Yes, I'm Your Angel                 | 2:53 |
| 10. | Woman                               | 3:45 |
| 11. | Beautiful Boys                      | 3:16 |
| 12. | Dear Yoko                           | 3:03 |
| 13. | Every Man Has a Woman Who Loves Him | 4:46 |
| 14. | Hard Times Are Over                 | 3:38 |

## Singles
- "(Just Like) Starting Over" (John Lennon, 24 oktober 1980, #1 UK, #1 U.S.)
- "Woman" (John Lennon, 16 januari 1981, #1 UK, #2 U.S.)
- "Walking on Thin Ice" (Yoko Ono, 20 februari 1981, #35 UK, #58 U.S.)
- "Watching the Wheels" (John Lennon, 27 maart 1981, #30 UK, #10 U.S.)